# ペタル・ペトロフ
ペタル・ペトロフ （Petar Petrov、1955年1月17日 - ）は、ブルガリアの陸上競技選手。1980年モスクワオリンピックの銅メダリストである。

## 経歴
ペトロフは、18歳で出場した1973年のヨーロッパジュニア選手権の100mと200mの2種目で銀メダルを獲得しトップアスリートの仲間入りを果たす。3年後の1976年モントリオールオリンピックでは100mで決勝に残ったものの、10秒35で8位という結果に終わる。
1980年モスクワオリンピックでは、西側諸国ボイコットの中100mで、イギリスのアラン・ウェルズ、キューバのシルビオ・レオナルドに次いで銅メダルを獲得。ブルガリアの男子陸上競技選手で初めてのオリンピックでのメダル獲得となった。
ペトロフがモスクワオリンピックの準々決勝で出した100mで10秒13の記録は、27年経過した2007年現在でもブルガリア記録である。

## 主な実績
| 年   | 大会                   | 場所                     | 種目          | 結果 | 記録   |
| ---- | ---------------------- | ------------------------ | ------------- | ---- | ------ |
| 1973 | ヨーロッパジュニア陸上 | デュイスブルク(西ドイツ) | 100m          | 2位  | 10秒49 |
| 1973 | ヨーロッパジュニア陸上 | デュイスブルク(西ドイツ) | 200m          | 2位  | 21秒12 |
| 1976 | ヨーロッパ室内陸上     | ミュンヘン(西ドイツ)     | 60m           | 3位  | 6秒68  |
| 1976 | オリンピック           | モントリオール(モスクワ) | 100m          | 8位  | 10秒35 |
| 1977 | ユニバーシアード       | ソフィア(ブルガリア)     | 100m          | 2位  | 10秒19 |
| 1978 | ヨーロッパ室内陸上     | ミラノ(イタリア)         | 60m           | 2位  | 6秒66  |
| 1978 | ヨーロッパ選手権       | プラハ(チェコスロバキア) | 100m          | 4位  | 10秒41 |
| 1979 | ヨーロッパ室内陸上     | ウィーン(オーストリア)   | 60m           | 3位  | 6秒63  |
| 1980 | オリンピック           | モスクワ(ソビエト連邦)   | 100m          | 3位  | 10秒39 |
| 1980 | オリンピック           | モスクワ(ソビエト連邦)   | 4×100m リレー | 6位  | 38秒99 |